# Seoba Hrvata iz Pounja u Prekokuplje u 16. st.
Seoba Hrvata iz Pounja u Prekokuplje u 16. st. je bila jedna od seoba hrvatskog naroda prouzročena turskim osvajanjima.
Zbog višedesetljetnih turskih osvajanja po Hrvatskom Kraljevstvu, hrvatske su istočne granice bile sve ugroženije, gospodarski je život zamirao u neposrednom pograničju i bližem zaleđu, vjerski je život patio zbog niske vjerske tolerancije turskog osvajača koji je bio druge vjere, a isto tako i osobna sigurnost kmetova i njihovih plemenitaških gospodara. Stranačka podijeljenost nakon pada dinastije Jagelovića u Hrvatskoj i Ugarskoj i podjela na pristaše Habsburgovaca i na pristaše Zapolja nakon poraza u Mohačkoj bitci 1526. te pada sigurnosnog središnjeg obrambenog zida Jajačke banovine 1528. godine otvorili su meki trbuh Hrvatskog Kraljevstva osmanskim udarima.
Vremenom je u 16. st. na udar došlo i Gornje Pounje (Bihać i okolica). Da bi se olakšalo plemićima, a istovremeno izbjeglo rastegnutost obrambenih crta te zbilo obrambene sposobnosti bliže unutarnjosti, 1562. je godine hrvatski ban Petar II. Erdödy odobrio naseljavanje plemićima u krajeve preko rijeke Kupe, među ostalim u zapadno Turopolje, Rakovu Potok, Horvatima te šumovitom mjestu Zdenčini, Erdődyjevu posjedu, gdje su bili močvarni hrastovi lugovi. 
Među plemićkim obiteljima koje su sa svojim kmetovima odselile bili su Orlovići.
Posljedica ovih seoba je raširivanje ikavskog refleksa jata koji je matični Hrvatima iz Pounja među Hrvatima koji su govorili kajkavskim narječjem. 
U svezi s ovom seobom plemića je i to što je u doba Zrinskih i Frankopana je slična kajkavska ikavica na prostoru od Istre do Međimurja bila službeni javni govor hrvatske plemićke elite, tj. nesuđeni prethodnik kasnijega književnog standarda. Međutim, drugi drže da su mnogi od tih govora nastali na čakavskoj osnovi. 